# تشارلز-أفيلا ويلسون
تشارلز-أفيلا ويلسون هو سياسي كندي، ولد في 10 ديسمبر 1869 في مونتريال في كندا، وتوفي في 7 أبريل 1936. نشط حزبياً في الحزب الليبرالي الكندي. وقد انتخب عضو مجلس العموم الكندي.